# 갈고리 달린 창
갈고리 달린 창
(guisarme, gisarme, giserne, bisarme)는 주로 1000년에서 1400년 사이에 유럽 에서 사용된 장병무기이다. 그 기원은 getīsarn일 가능성이 높으며 "제초 철"을 뜻한다

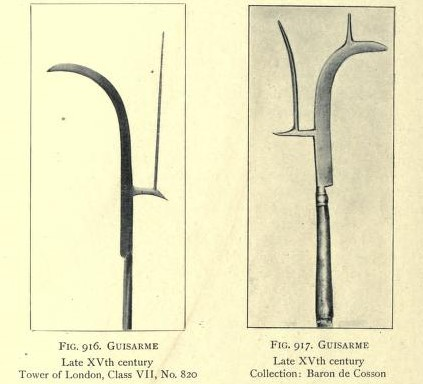